# Чефалу
Чефалу (італ. Cefalù, сиц. Cifalù) — муніципалітет в Італії, у регіоні Сицилія,  метрополійне місто Палермо.
Чефалу розташоване на відстані близько 450 км на південь від Рима, 60 км на схід від Палермо.
Населення — 14 452 особи (2014).

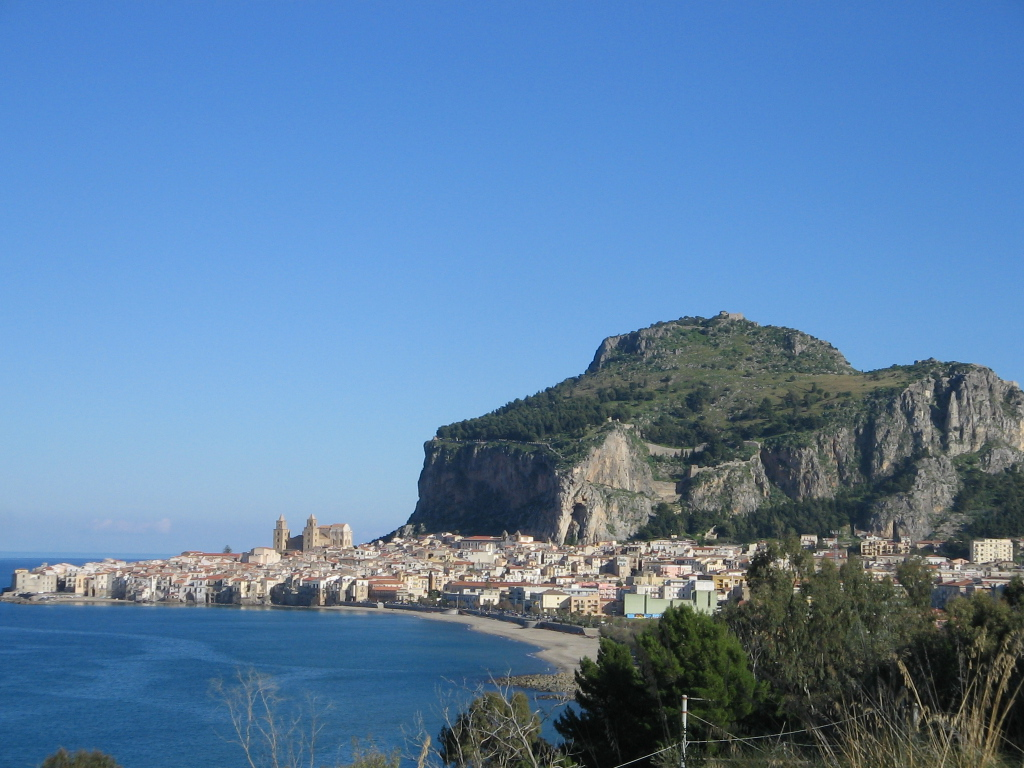

Щорічний фестиваль відбувається 8 грудня. Покровитель — S.S. Salvatore.

## Демографія
Населення за роками:

Станом на 1 січня 2023 року в муніципалітеті офіційно проживали 463 іноземці з 50 країн, серед них 192 громадяни країн Євросоюзу та 19 громадян України.

## Сусідні муніципалітети
- Кастельбуоно
- Граттері
- Ізнелло
- Ласкарі
- Полліна